# Berthold Delbrück
Berthold Gustav Gottlieb Delbrück (Putbus, 26 luglio 1842 – Jena, 3 gennaio 1922) è stato un linguista e filologo tedesco, esponente della Scuola neogrammaticale che influenzò profondamente l'indoeuropeistica tra XIX e XX secolo.

## Biografia
Nato a Putbus sull'isola di Rügen, Delbrück era nipote del politico prussiano Rudolf von Delbrück; studiò filologia all'Università di Halle e sanscrito all'Università di Berlino. Conseguita l'abilitazione nel 1866, dal 1867 insegnò linguistica comparata a Halle; nel 1870 passò all'Università di Jena, dove fu docente di sanscrito e linguistica comparata. Tenne la cattedra fino al 1912, quando divenne rettore dell'ateneo.
Esponente del movimento dei Neogrammatici, al centro delle sue ricerche fu la linguistica indoeuropea, con particolare attenzione ai problemi di metodologia. Grazie alle sue ricerche nel campo della sintassi è considerato il fondatore della sintassi comparata indoeuropea: il suo saggio su congiuntivo e ottativo del greco (Der Gebrauch des Conjunctivs und Optativs im Sanskrit und Griechischen, 1871) fu la prima trattazione metodica e completa di un problema di sintassi comparata.

## Opere
- (LA)  De usu dativi in carminibus Rigvedae. Commentatio, Halle, Typis Orphanotrophei, 1867
- (DE)  Syntaktische Forschungen, Halle, Waisenhauses, 1871-1888, 5 voll.:
  - I: Der Gebrauch des Conjunctivs und Optativs im Sanskrit und Griechischen, 1871
  - II: Altindische Tempuslehre, 1876
  - III: Die altindische Wortfolge aus dem Catapathabrahmana, 1878
  - IV: Die Grundlagen der griechischen Syntax, 1879
  - V: Altindische Syntax, 1888
- (DE)  Vedische Chrestomathie. Mit Anmerkungen und Glossar, Halle, Waisenhauses, 1874
- (DE)  Das altindische Verbum aus den Hymnen des Rigveda. Seinem Baue nach dargestellt, Halle, Waisenhauses, 1874
- (DE)  Einleitung in das Sprachstudium. Ein Beitrag zur Geschichte und Methodik der vergleichende Sprachforschung, Lipsia, Breitkopf & Hartel, 1880. Trad. it.:  Berthold Delbrück, Introduzione allo studio della scienza del linguaggio. Contributo alla storia ed alla metodica della glottologia comparativa, Torino, Loescher, 1881.
- (DE)  Die indogermanischen Verwandtschaftsnamen. Ein Beitrag zur vergleichenden Alterthumskunde in Abhandlungen der philologisch-historischen Classe der Koniglich-sachsischen Gesellschaft der Wissenschaften, vol. 11.5, Lipsia, Hirzel, 1889
- (DE)  Vergleichende Syntax der indogermanischen Sprachen, Strasburgo, Trübner, 1893-1900, 3 voll. In Grundriss der vergleichenden Grammatik der indogermanischen Sprachen. Kurzgefasste Darstellung der Geschichte des Altindischen, Altiranischen (Avestischen und Altpersischen), Lateinischen, Umbrisch-Samnitischen, Altirischen, Gotischen, Althochdeutschen, Litauischen und Altkirchenslavischen (con Karl Brugmann)
- (DE)  Das Mutterrecht bei den Indogermanen, Berlino, Hermann Walther, 1895
- (DE)  Grundfragen der Sprachforschung, Strasburgo, 1901
- (DE)  Kurze vergleichende Grammatik der indogermanischen Sprachen : auf Grund des funfbandigen Grundrisses der vergleichenden der indogermanischen Sprachen (con Karl Brugmann), Strasburgo, Trubner, 1904
- (DE)  Einleitung in das Studium der indogermanischen Sprachen, Lipsia, Breitkopf & Härtel, 1904, 4 voll. Ora in:  Berthold Delbrück, Einleitung in das Studium der indogermanischen Sprachen, Hildesheim-New York, G. Olms, 1976, ISBN 3-487-05976-2.